# Kui

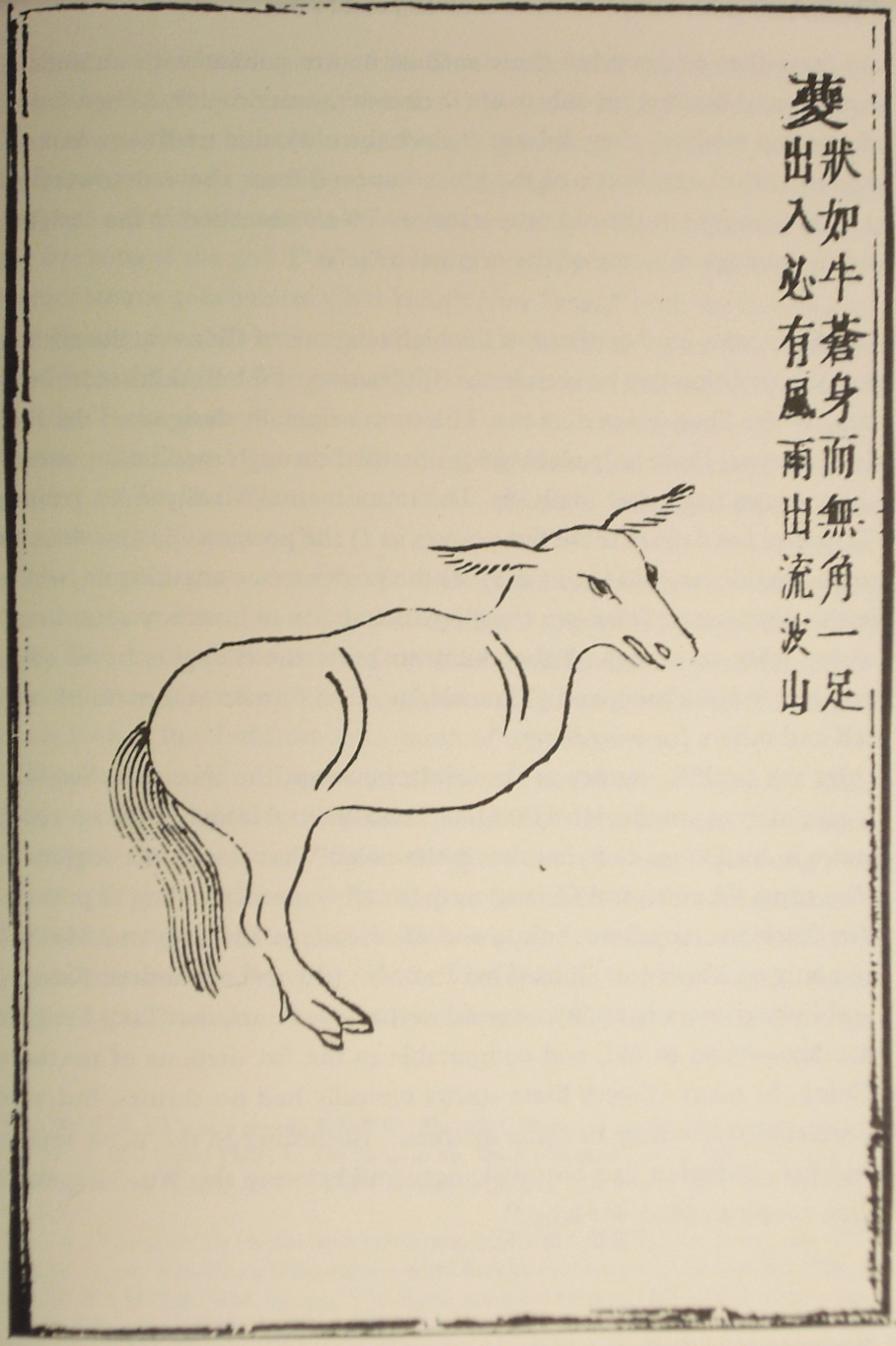
Kui na ilustracji do Shanhaijing, 1788

Kui (chiń. 夔; pinyin Kuí; Wade-Giles K’uei) – w mitologii chińskiej jednonogi bawół, demon i władca piorunów, często przedstawiany jako jednonogi smok kui (kui long 夔龍). W sztuce chińskiej Kui pojawia się od czasów dynastii Shang. Opisywany i wymieniany przez Konfucjusza obok demona Wanglianga jako duch lasów górskich.